# 1578 en France
Chronologie de la France
- 1574
- 1575
- 1576
- 1577
- 1578
- 1579
- 1580
- 1581
- 1582

## Événements
- 14 février : François d’Anjou fuit de nouveau la cour pour Angers[1].
- 21 février : Louis II de Guise, Archevêque-Duc de Reims depuis 1574, est créé cardinal par le pape Grégoire XIII[2].

- 10 mars : arrêt du conseil concernant les fiefs de dignité : châtellenie, baronnie, comté, marquisat[3].
- 16 mars : lettres patentes du roi de France Henri III autorisant la construction du Pont Neuf sur la Seine à Paris[4].

- 27 avril : duel des Mignons[1], qui les opposent aux champions du clans des Guise pour de futiles prétextes de femmes.

- 31 mai : le roi Henri III pose la première pierre du Pont Neuf à Paris, en présence de la reine-mère Catherine de Médicis[4].

- 2 août, Ollainville : Catherine de Médicis et Marguerite de Valois partent pour la Guyenne pour y ramener le calme[5]. Elles font leur entrée dans Bordeaux le 21 septembre[6].
- 11 août : un règlement réduit le rôle de surintendant des finances et rend toute la compétence financière au Conseil d’État[7].

- 26 septembre : Philippe Hurault de Cheverny, garde des sceaux (fin en 1588)[8].

- 2 octobre : entrevue de Catherine de Médicis  et Marguerite avec Henri de Navarre à La Réole[1].
- Octobre : inondations à Arles (Rhône) et dans le Bas-Languedoc (fin en février 1579)[9].
- 31 décembre : Henri III institue l’ordre du Saint-Esprit, encore plus prestigieux que l’ordre de Saint-Michel[10].

## Naissances en 1578
- x

## Décès en 1578
- x